# Thomas Röske

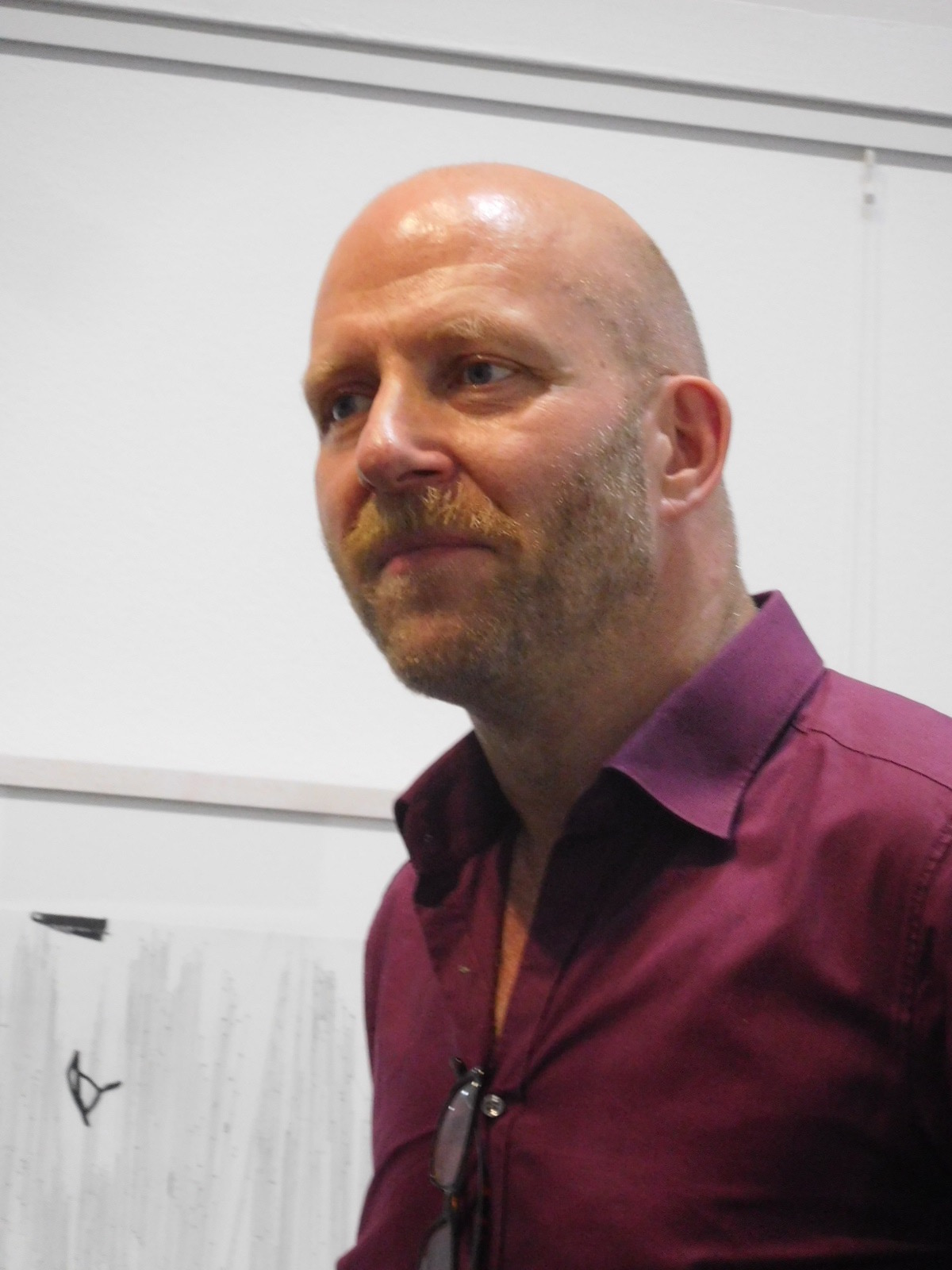
Thomas Röske, 2017 im Nebbienschen Gartenhaus in Frankfurt am Main

Thomas Röske (* 1962 in Reinbek) ist ein deutscher Kunsthistoriker und Ausstellungsmacher. Seit 2002 leitet er die Sammlung Prinzhorn am Universitätsklinikum Heidelberg.

## Leben
Thomas Röske, Sohn eines Architekten, wuchs in Hamburg-Bergedorf auf und machte dort 1981 am Hansa-Gymnasium sein Abitur.
Von 1981 bis 1986 studierte er Kunstgeschichte, Musikwissenschaft und Psychologie an der Hamburger Universität und schloss mit einer Magisterarbeit über Die „Amori di Giove“ des Correggio ab. Von 1986 bis 1987 leistete er seinen Wehrersatzdienst am Psychiatrischen Landeskrankenhaus Langenfeld. Anschließend zog er nach Frankfurt am Main. 1991 wurde er an der Hamburger Universität promoviert. Die Doktorarbeit erschien 1995 unter dem Titel Der Arzt als Künstler. Ästhetik und Psychotherapie bei Hans Prinzhorn (1886–1933). 2015 habilitierte er sich an der Universität Frankfurt mit einer Arbeit über Kunst in psychiatrischem Kontext. Kunsthistorische Perspektiven.
Von 1991 bis 2001 war Röske Mitglied im Vorstand des Neuen Aschaffenburger Kunstvereins e. V., ab 1996 dessen Stellvertretender Vorsitzender. Von 1993 bis 1999 lehrte er als Wissenschaftlicher Hochschulassistent am Kunstgeschichtlichen Institut der Universität Frankfurt am Main, von 1996 bis 1999 war er dort Stellvertretender Sprecher des von Klaus Herding initiierten Graduiertenkollegs Psychische Energien bildender Kunst. Nebenher arbeitete Röske gelegentlich als freier Ausstellungskurator. Von 2000 bis 2001 lebte er zu Studienzwecken in London. 2001 wurde er als Ausstellungskurator an das neu eröffnete Museum Sammlung Prinzhorn nach Heidelberg berufen. Seit November 2002 leitet er dieses Haus. Röske gibt regelmäßig Lehrveranstaltungen am Institut für Europäische Kunstgeschichte der Universität Heidelberg und am Kunstgeschichtlichen Institut der Universität Frankfurt. Seit April 2012 ist er Präsident der European Outsider Art Association.
Röske forscht und lehrt vor allem über kunstgeschichtliche Themen seit dem 18. Jahrhundert. Schwerpunkte sind Psychiatrie und Kunst, Outsider Art, Malerei der Klassischen Moderne, Homosexualität und Kunst.

## Ehrungen und Auszeichnungen
Für seine Forschungs- und Ausstellungsprojekte zum Thema Kunst und Psychiatrie hat ihm die Deutschsprachige Gesellschaft für Kunst und Psychopathologie des Ausdrucks e. V. (DGPA) 2015 die Hans-Prinzhorn-Medaille verliehen.

## Veröffentlichungen
- Ernst Ludwig Kirchner: Der Tanz zwischen den Frauen – eine Kunstmonographie, Frankfurt am Main (Insel-TB) 1993.
- Dokumente einer Freundschaft. Botho Graef und Hugo Biallowons auf Bildern Ernst Ludwig Kirchners. In: Ernst Ludwig Kirchner: von Jena nach Davos. Ausstellungskatalog Jenaer Kunstverein, Leipzig 1993, S. 40–48.
- Der Arzt als Künstler – Ästhetik und Psychotherapie bei Hans Prinzhorn (1886–1933). Bielefeld 1995.
- ‚Liebende Knaben’ – Zur Darstellung homosexueller Männer und Frauen im Werk von Christian Schad. In: O. Klodt. K. Michels, Th. Röske, D. Schröder (Hrsg.): Festschrift für Fritz Jacobs zum 60. Geburtstag. Münster 1996, S. 193–213.
- ‚Vielleicht kann ich aber doch neues sehen und gestalten’ – Kirchner in Königstein. In: Ernst Ludwig Kirchner. „Kirchner in Königstein“ – Aquarelle, Zeichnungen, Druckgraphik, Fotografien, Ausstellungskatalog Galerie Jahrhunderthalle Hoechst. Hoechst 1999, S. 9–32.
- Correggios „Leda“ – ein verdrängtes Bild. In: Wessel Reinink, Jeroen Stumpel (Hrsg.): Memory & Oblivion. Proceedings of the XXIXth International Congress of the History of Art held in Amsterdam, 1-7 September 1996. Dordrecht 1999, S. 265–274.
- Traces of Psychology: The Art Historical Writings of Ernst Kris. In: American Imago. Vol. 58, No. 1, Frühling 2001, S. 463–477.
- „Ist das nicht doch recht pathologisch?“ – Kirchner und das „Kranke“ in der Kunst. In: Expressionismus und Wahnsinn. Ausstellungskatalog Stiftung Schleswig-Holsteinische Landesmuseen Schloß Gottorf. München 2003, S. 156–163.
- Der Lebenskamerad – Das Verhältnis Ernst Ludwig Kirchners zu Erna Schilling. In: Roland Scotti: magazin IV: Erna und Ernst Ludwig Kirchner – Ein Künstlerpaar. Davos 2003, S. 11–34.
- Blicke auf Männerkörper bei Michael Sweerts (1618–1664). In: Mechthild Fend, Marianne Koos (Hrsg.): Männlichkeit im Blick. Visuelle Inszenierungen in der Kunst seit der Frühen Neuzeit. Köln/ Weimar/ Wien 2004, S. 121–135.
- Der Zeichner als verneinender Künstler – Max Klinger und Arthur Schopenhauer. In: Günther Baum, Dieter Birnbacher (Hrsg.): Schopenhauer und die Künste. Göttingen 2005, S. 118–136.
- mit Bettina Brand-Claussen (Hrsg.): Der Luft-Webstuhl und andere gefährliche Beeinflussungsapparate/The Air Loom and other dangerous influencing machines. Ausstellungskatalog Sammlung Prinzhorn Heidelberg. Heidelberg 2006.
- ‚Freundschaft, deren rätselvollen Urgrund auszuloten nur durch eine künstlerische Metapher möglich ist’: Zu einem Doppelporträt von Oskar Kokoschka. In: Karen Buttler, Felix Kraemer (Hrsg.): Jacobs-Weg. Auf den Spuren eines Kunsthistorikers. Hommage an den Forscherfreund und Lehrer. Fritz Jacobs zum 70. Geburtstag. Weimar 2007, S. 235–254.
- mit Bettina Brand-Claussen (Hrsg.): Künstler in der Irre. Ausstellungskatalog Sammlung Prinzhorn. Heidelberg 2008.
- Die Psychose als Künstler. Leo Navratils ‚Schizophrenie und Kunst’ – eine Kritik. In: Georg Theunissen (Hrsg.): Außenseiter-Kunst. Außergewöhnliche Bildnereien von Menschen mit intellektuellen und psychischen Behinderungen. Bad Heilbrunn 2008, S. 103–117.
- mit Ingrid von Beyme (Hrsg.): Surrealismus und Wahnsinn / Surrealism and Madness. Ausstellungskatalog Sammlung Prinzhorn. Heidelberg 2009.
- Im Schnittfeld der Kreise – Vaslaw Nijinsky zeichnet. In: Tanz der Farben. Nijinskys Auge und die Abstraktion. Ausstellungskatalog Hamburger Kunsthalle. Hamburg 2009, S. 69–85.
- mit Doris Noell-Rumpeltes (Hrsg.): Durch die Luft gehen – Josef Forster, die Anstalt und die Kunst. Ausstellungskatalog Sammlung Prinzhorn. Wunderhorn, Heidelberg 2010, ISBN 978-3-88423-361-0.
- mit Ingrid von Beyme (Hrsg.): ungesehen und unerhört. Künstler reagieren auf die Sammlung Prinzhorn. Band 1: Bildende Kunst, Film, Video Band 2: Literatur, Theater, Performance, Musik. Heidelberg 2013 und 2014.
- mit Steffen Krüger (Hrsg.): Im Dienste des Ich – Ernst Kris heute. Wien 2013.
- Zwischen Hirschen und Mega-Wappen – Die Wandmalereien von Julius Klingebiel. In: Andreas Spengler, Manfred Koller, Dirk Hesse (Hrsg.): Die Klingebiel-Zelle. Leben und künstlerisches Schaffen eines Psychiatriepatienten. Vandenhoeck & Ruprecht, Göttingen 2013, ISBN 978-3-525-30043-5, S. 13–36.
- Sexualisiertes Leiden. Zu einigen Lithographien von Richard Grune. In: Imago. Interdisziplinäres Jahrbuch für Psychoanalyse und Ästhetik. Band 2, Gießen 2013, ISBN 978-3-8379-2264-6, S. 155–167.
- mit Maike Rotzoll (Hrsg.): Wilhelm Werner – Steleationszeichnungen. Wunderhorn, Heidelberg 2014, ISBN 978-3-88423-470-9.
- mit Sabine Hohnholz und Maike Rotzoll (Hrsg.): Krieg und Wahnsinn. Kunst aus der zivilen Psychiatrie zu Militär und I. Weltkrieg. Werke der Sammlung Prinzhorn. Ausstellungskatalog Militärhistorisches Museum Dresden und Sammlung Prinzhorn Heidelberg. (= Forum MHM. Schriftenreihe des Militärhistorischen Museums der Bundeswehr. Band 7). Heidelberg 2014, ISBN 978-3-88423-481-5.
- Ein Doppelporträt von Max Slevogt. In: Gregor Wedekind (Hrsg.): Blick zurück nach vorn. Neue Forschungen zu Max Slevogt. De Greyter, Berlin/Boston 2017, S. 61–79.
- Herbert von Garvens, ein radikaler Individualist. In: Karin Orchard (Hrsg.): Rennovah. Kunst der Avantgarde in Hannover 1912-1933. Snoek, Köln 2017, S. 77–82.
- "Umformung seines eigenen Lebens" – Kirchners Krisenzeit und ihre Bilder. In: Katharina Beisiegel (Hrsg.): Ernst Ludwig Kirchner: Erträumte Reisen, hg. von Katharina Beisiegel. München/London/New York 2018, S. 241–287.
- mit Patricia Feise-Mahnkopp (Hrsg.): „von zweifellos künstlerischem Wert“. Paul Goeschs Beitrag zur ästhetischen Moderne. Bielefeld 2019.
- mit Anne-Marie Dubois (Hrsg.): Wahnsinnig komisch – Follement drôle. Humor in der Psychiatrie. Paris 2020.
- Der lange Weg zur Selbstermächtigung. Kunst von Psychiatrie-Erfahrenen aus Sicht der Disability Studies. In: kritische berichte Bd. 48, 2020, Nr. 4, S. 44–55.
- 1972: Von der Art brut zu den Individuellen Mythologien. In: Constanze Schulze-Stampa, Gabriele Schmid (Hrsg.): Kunst und Krankenhaus. Interdisziplinäre Zusammenarbeit und Perspektivwechsel in Gesundheitsförderung und Prävention. Stuttgart 2021, S. 37–54.
- Ein Ausbruch in Kreativität – Erich Spießbach, „der dreifach diplomierte Idiot“. Heidelberg 2021.
- Symbolation und Lebensrichtigkeit. Heinrich Herrmann Mebes – Das Gesamtwerk, Heidelberg 2023, ISBN 978-3-88423-680-2.
- Der Eigensinn hinter der Kunst Heino Jägers. Sebastian Möllers (Hrsg.): Heino Jäger. Retroperspektive, oder wie man das nennt. Dortmund 2022, S. 97–102.
- mi Maike Rotzoll (Hrsg.): „Menschen die noch hätten leben können“. Opfer nationalsozialistischer Verbrechen in der Sammlung Prinzhorn, Ausst. Kat. Sammlung Prinzhorn, Heidelberg 2023, ISBN 978-3-88423-706-9, 207.